# Hendrik Möbus
Hendrik Möbus (Sondershausen, 20 gennaio 1976) è un batterista e criminale tedesco.
Möbus era il batterista della black metal band tedesca Absurd, considerati i padri del NSBM. Möbus è famoso per le sue idee razziste e nazionalsocialiste, come tutta la sua band. Il suo stile è tipicamente black metal, cioè un drumming molto veloce basato su violenti blast beat.
Möbus, a 17 anni, insieme agli altri componenti degli Absurd, uccise un ragazzo di 15 anni, Sandro Beyer, strangolandolo con un filo dell'elettricità. Venne rilasciato poco dopo perché minorenne al momento dell'omicidio, ma in seguito continuò ad avere problemi con la legge: infatti durante un concerto eseguì il saluto romano, considerato un reato (apologia del fascismo) in Germania.